# An American Rhapsody
An American Rhapsody és una pel·lícula hongaresa-canadenco-estatunidenca d'Éva Gárdos estrenada el 2002.

## Argument
La història comença a Hongria, quan el món era separat pel teló d'acer. Els pares d'una petita nounada són obligats de deixar-la a Hongria en la seva fugida als Estats Units. Cinc anys més tard, durant els quals la nena és criada en una família d'acollida, la seva família es troba de nou reunida. Però creixent, la petita americana per adopció decideix trobar les seves arrels tornant a Hongria.

## Repartiment
- Nastassja Kinski: Margit
- Scarlett Johansson: Zsuzsi / Suzanne
- Kelly Endrész Banlaki: Zsuzsi / Suzanne, enfant
- Tony Goldwyn: Peter
- Mae Whitman: Maria, als 10 anys
- Larisa Oleynik: Maria, als 18 anys
- Balazs Galko: Jeno
- Colleen Camp: Dottie
- Kata Dobo: Claire
- Zsuzsa Czinkoczi: Teri
- Vladimir Machkov: Frank